# Симбионт (игра)
«Симбио́нт» — компьютерная игра, разработанная компанией Targem games и изданная компанией «Бука» на территории России и 505 Games на территории СНГ. На Западе игра получила название MorphX (рабочее название — The Swarm).
Сюжет повествует о борьбе людей с захватчиками. События происходят в постапокалиптической Москве спустя 2 года после вторжения. Главный герой, вырвавшись из инопланетного плена оказывается инфицирован и переживает необратимую череду мутаций, открывая способность менять своё тело за счет поглощения генов инопланетян, которые дают ему нечеловеческую силу и способности и все больше теряя человеческий облик.

## Игровой процесс
Игра сочетает элементы шутера и слэшера. На протяжении сюжета доступна как стрелковое оружие и гранаты, так и оружие ближнего боя, которым можно убивать врагов. Периодически доступны добивания врагов специальными ударами. Одновременно можно нести два вида оружия и гранаты. Игрок получает специальные умения как видение в темноте, ярость и отключение от роя, которые нуждаются в энергии. Здоровье восстанавливается аптечками, содержанием инопланетных коконов, энергия — из коконов. Помимо этого здоровье и энергию можно частично восстановить путём поглощения тел побежденных врагов.
Коконы довольно часто встречаются в разнообразных местах. В них содержатся разноцветные фрагменты. Красные восстанавливают здоровье, оранжевые — энергию, зеленые — используются для развития умений, белые — содержат секретные данные.
Каждое умение развивается в форме мини-игры на поле из шестиугольников, где необходимо соединить красные и зеленые гены. Соединяются они фрагментами линий, которые помещаются на шестиугольники. Это могут быть прямые, косые линии, или развилки.
Аналогичной мини-игрой получается доступ к вражеским панелям управления.

## Сюжет
В 2008 году мир подвергся нападению инопланетян, прозванных «Роем». Они путешествовали от планеты к планете на протяжении тысяч лет. поглощая разнообразные местные виды и создавая из них существ для собственных нужд. Человеческое оружие не нанесло им значительный ущерб и остатки населения были вынуждены скрываться, ведя партизанскую войну. Впоследствии на руинах городов начали появляться мутировавшие пришельцами земные существа, в том числе и люди.
Главный герой, мало что помня, приходит в себя в подвалах, где недавно погибли солдаты в бою с инопланетянами. Вооружившись, он ищет выход наружу и убивает существо, которое поглощает трупы солдат. Это существо вдруг само поглощается его телом и персонаж игрока теряет сознание.
Его находят солдаты и забирают с собой, но вскоре замечают у него подозрительное поведение и нападают. Тем временем проявляется способность пользоваться инопланетными коконами на пользу себе. На улице происходит стычка с чудовищем, которого солдаты называют «Тварью». Герой обстреливает из зенитной пушки и, воспользовавшись случаем, когда на бой прилетают вертолеты, убегает.
Снова потеряв сознание в метро, он приходит в себя частично мутировавший, но получил большую силу, органический меч и щит. В глубине метро герой находит и отключает вражеский реактор, что выводит из строя технологии пришельцев в районе. Герой, надеясь найти лекарство от своей мутации, выходит на поверхность. Он наконец находит солдат, которые не стреляют в него. Один из бойцов говорит, что тот помог ему в лабораториях, но герой этого не помнит. Пройдя в упоминавшиеся лаборатории, он ещё больше мутирует, но начинает вспоминать это место.
В ходе дальнейших путешествий он оказывается в центральной структуре пришельцев, где один из лидеров Роя телепатически общается с героем. Рой говорит, что тот является самым совершенным его творением, поскольку сохранил разум, в отличие от других мутантов, также раскрыл пришельцам расположение человеческих сил и предоставил отличный материал для выведения новых видов существ. Разгневанный, герой уничтожает центр структуры, полностью потеряв человеческий облик.
Скоро он вспоминает — он является результатом эксперимента людей, а не инопланетян. Люди разработали антидот от мутаций, который позволял сохранить разум, но, как оказалось, не защищает от искажения тела. Для его испытания выбрали человека, которому нечего было терять.
Герой помогает солдатам убить Тварь, которая до сих пор ходила по городу, и бежит бороться с остатками Роя.

## Рецензии и оценки
Обозреватели в большинстве хорошо встретили игру. «Игромания» в рубрике «Вердикт» подытожила свою рецензию словами: «Симбионт» — крепкий, обильно смазанный инопланетной биомассой экшен. Это трэш в хорошем смысле слова: жестокий, динамичный, а кое-где даже смешной. Если вы неприхотливо ждете от игр генетических экспериментов, идиотских диалогов, огромных боссов и груд мяса, то у Targem Games все это есть.". Журнал «Лучшие Компьютерные Игры» похвалил графику, систему развития персонажа в форме мини-игры, оценив игру в 8.4 из 10 баллов.
Версия для Xbox 360 получила низкие оценки от критиков (в среднем 33 балла из 100).

## Награды
На церемонии вручения премии «КРИ Awards» игра получила статус «самого нестандартного проекта КРИ 2008».